# マイク・ダンリービー・ジュニア
マイケル・ジョセフ・ダンリービー・ジュニア（Michael Joseph Dunleavy Jr., 1980年9月15日 - ）は、アメリカ合衆国・テキサス州フォートワース出身の元プロバスケットボール選手。NBAのゴールデンステート・ウォリアーズなどに所属し、現在はウォリアーズのGMを務めている。身長206cm、体重105kg。主なポジションはスモールフォワード。父親は元バスケットボールコーチで同姓同名のマイク・ダンリービー。

## 経歴

### 学生時代
イエズス会系列の高校卒業後はバスケットボールの名門デューク大学へ入学。オールラウンドな活躍に、コーチKことマイク・シャシェフスキーには「グラント・ヒル以来、最も多才な選手」と言わしめた。

### NBA

#### ゴールデンステート・ウォリアーズ
2002年のNBAドラフトにて1巡目全体3位でゴールデンステート・ウォリアーズから指名された。ルーキーイヤーとなる2002-03シーズンから82試合フル出場（内3試合先発）を果たした。2年目の2003-04シーズンには先発の座を確保し、成績を上昇させた。
2005年11月にウォリアーズとの5年総額4,400万ドルの延長契約に合意した。チームは他にも2004年オフにはアドナル・フォイルと、そしてダンリービーと時を同じくしてトロイ・マーフィーとも高額契約を結んだため、チームの財政事情を圧迫した。このような出来事から、2005-06シーズンはファンから厳しい目で評価されるようにもなった（また、2005-06シーズンは前年より成績が下降したので、それが拍車をかけている）。
2006-07シーズンはヘッドコーチにドン・ネルソンが就任。方針から、当初はパワーフォワードへのコンバートが予想されたが、最終的にはスモールフォワードに落ち着いた。しかしながら2007年1月17日、アル・ハリントン、スティーブン・ジャクソン、シャルーナス・ヤシケヴィチュスとの交換で、トロイ・マーフィー、キース・マクリード、アイク・ディオグと共にインディアナ・ペイサーズへ移籍した。

#### インディアナ・ペイサーズ

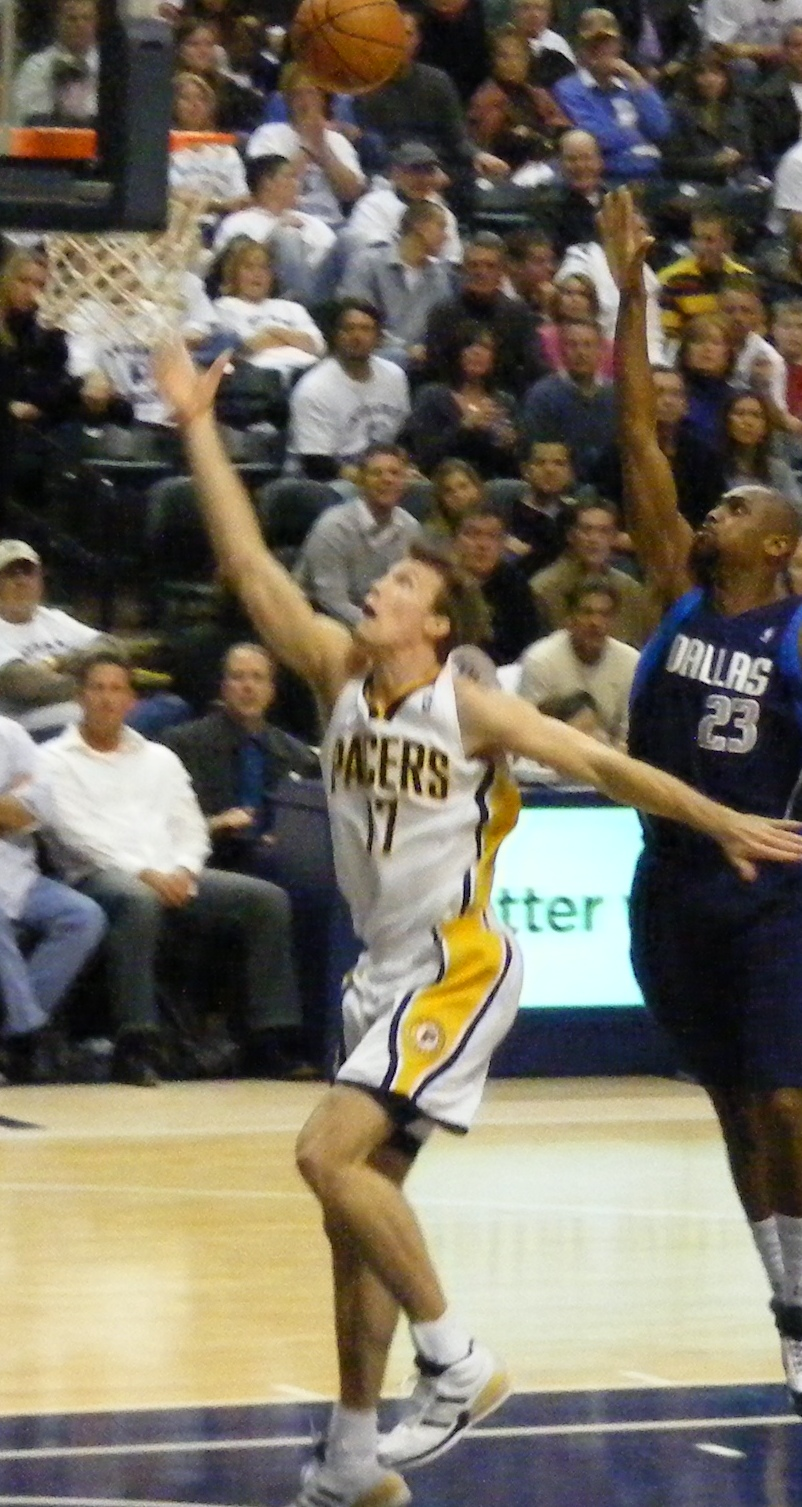
ペイサーズ時代のダンリービー

ペイサーズに移籍して2年目の2007-08シーズン、ダンリービーはシューターとしての才能を開花させるようになる。スリーポイントシュート成功率42.4%は彼のキャリア平均を大きく上回る数字であると共に、リーグ全体でも11位にランクされた。得点アベレージもキャリア平均を大きく上回る19.1得点を記録し、故障者が続出し苦境に立たされていたチームを、ダニー・グレンジャーと共に支えた。

#### ミルウォーキー・バックス
2011年12月10日にミルウォーキー・バックスへ移籍し、控えの得点源として貢献した2012-13シーズンには3ポイント成功率42.8%を記録し、プレーオフにも進出したが、マイアミ・ヒートにスイープ負けを喫してシーズンを終えた。

#### シカゴ・ブルズ
2013年7月10日にシカゴ・ブルズとの2年総額600万ドルの契約に合意した。2013-14シーズンは、久々に先発出場が増え、プレーオフも全試合に先発出場し1試合平均13.2得点、3ポイント46.2％と好成績を残したが、デリック・ローズ不在のブルズに1stラウンドの壁は厚く、1勝したのみで下位シードのワシントン・ウィザーズに敗退した。
2015年1月1日のデンバー・ナゲッツ戦で右足首を負傷し、1ヶ月以上の欠場を余儀なくされた。
7月14日にブルズとの3年総額1,440万ドルの再契約に合意した。

#### クリーブランド・キャバリアーズ
2016年7月7日にアルベルト・ミラジェスのドラフト交渉権とのトレードで、ウラジーミル・ヴェレミエンコのドラフト交渉権と共にクリーブランド・キャバリアーズへ移籍した。

#### アトランタ・ホークス
2017年1月7日にカイル・コーバーとのトレードで、モー・ウィリアムズ、将来のドラフト1巡目指名権と共にアトランタ・ホークスへ移籍した。

#### 引退後
2018年にウォリアーズのスカウトに就任し、翌年9月に同チームのアシスタントGMに就任した。
2023年6月16日に、前GMのボブ・マイヤーズが同30日に退任するのに伴い、ウォリアーズのGMに昇格した。

## 個人成績

### NBA

#### レギュラーシーズン
| シーズン | チーム | GP  | GS  | MPG  | FG%  | 3P%  | FT%  | RPG | APG | SPG | BPG | PPG  |
| -------- | ------ | --- | --- | ---- | ---- | ---- | ---- | --- | --- | --- | --- | ---- |
| 2002–03  | GSW    | 82* | 3   | 15.9 | .403 | .347 | .780 | 2.6 | 1.3 | .6  | .2  | 5.7  |
| 2003–04  | GSW    | 75  | 69  | 31.1 | .449 | .370 | .741 | 5.9 | 2.9 | .9  | .2  | 11.7 |
| 2004–05  | GSW    | 79  | 79  | 32.5 | .451 | .388 | .779 | 5.5 | 2.6 | 1.0 | .3  | 13.4 |
| 2005–06  | GSW    | 81  | 68  | 31.8 | .406 | .285 | .778 | 4.9 | 2.9 | .7  | .4  | 11.5 |
| 2006–07  | GSW    | 39  | 6   | 26.9 | .449 | .346 | .772 | 4.8 | 3.0 | 1.0 | .3  | 11.4 |
| 2006–07  | IND    | 43  | 43  | 35.6 | .454 | .283 | .792 | 5.7 | 2.6 | 1.1 | .2  | 14.0 |
| 2007–08  | IND    | 82* | 82* | 36.0 | .476 | .424 | .834 | 5.2 | 3.5 | 1.0 | .4  | 19.1 |
| 2008–09  | IND    | 18  | 14  | 27.5 | .401 | .356 | .815 | 3.8 | 2.4 | .7  | .5  | 15.1 |
| 2009–10  | IND    | 67  | 15  | 22.2 | .410 | .318 | .842 | 3.5 | 1.5 | .6  | .2  | 9.9  |
| 2010–11  | IND    | 61  | 44  | 27.6 | .462 | .402 | .800 | 4.5 | 1.7 | .7  | .5  | 11.2 |
| 2011–12  | MIL    | 55  | 3   | 26.3 | .474 | .399 | .811 | 3.7 | 2.1 | .5  | .1  | 12.3 |
| 2012–13  | MIL    | 75  | 3   | 25.9 | .442 | .428 | .820 | 3.9 | 1.9 | .5  | .5  | 10.5 |
| 2013–14  | CHI    | 82* | 61  | 31.5 | .430 | .380 | .854 | 4.2 | 2.3 | .8  | .6  | 11.3 |
| 2014–15  | CHI    | 63  | 63  | 29.2 | .435 | .407 | .805 | 3.9 | 1.8 | .6  | .3  | 9.4  |
| 2015–16  | CHI    | 31  | 30  | 22.7 | .410 | .394 | .784 | 2.7 | 1.3 | .5  | .3  | 7.2  |
| 2016–17  | CLE    | 23  | 2   | 15.9 | .400 | .351 | .737 | 2.0 | .9  | .3  | .1  | 4.6  |
| 2016–17  | ATL    | 30  | 0   | 15.8 | .438 | .429 | .846 | 2.3 | 1.0 | .3  | .2  | 5.6  |
| 通算     | 通算   | 986 | 585 | 27.7 | .441 | .377 | .803 | 4.3 | 2.2 | .7  | .3  | 11.2 |

#### プレーオフ
| シーズン | チーム | GP | GS | MPG  | FG%  | 3P%  | FT%   | RPG | APG | SPG | BPG | PPG  |
| -------- | ------ | -- | -- | ---- | ---- | ---- | ----- | --- | --- | --- | --- | ---- |
| 2011     | IND    | 5  | 0  | 14.4 | .350 | .300 | .667  | 1.2 | 1.6 | .8  | .0  | 5.0  |
| 2013     | MIL    | 4  | 0  | 22.8 | .567 | .438 | .889  | 4.0 | 2.0 | .5  | .0  | 12.3 |
| 2014     | CHI    | 5  | 5  | 32.6 | .472 | .462 | .667  | 3.6 | 2.4 | .6  | .2  | 13.2 |
| 2015     | CHI    | 12 | 12 | 32.4 | .489 | .482 | .947  | 4.0 | 2.6 | .8  | .4  | 10.9 |
| 2017     | ATL    | 6  | 0  | 8.8  | .429 | .400 | 1.000 | .8  | .3  | .2  | .0  | 2.0  |
| 通算     | 通算   | 32 | 17 | 24.0 | .480 | .451 | .840  | 2.9 | 1.9 | .6  | .2  | 8.8  |